# Havs-Björneborg

Havs-Björneborg (fi. Meri-Pori) är ett område i den finländska staden Björneborg. Området ligger i stadens västra del och består av flera stadsdelar. De folkrikaste stadsdelarna är Svinhamn, Inderö, Enäjärvi, Tallholmen och Räfsö. Även Ytterö, som är känt av sina sandstränder, ligger i Havs-Björneborg. Fram till år 1967 var Havs-Björneborg en del av Björneborgs landskommun. 